# Galium tetraphyllum
Galium tetraphyllum är en måreväxtart som beskrevs av Nazim. och Friedrich Ehrendorfer. Galium tetraphyllum ingår i släktet måror, och familjen måreväxter.
Artens utbredningsområde är Pakistan. Inga underarter finns listade i Catalogue of Life.